# Capelinhos
El Capelinhos (de Capelo + diminutivo -inhos, que literalmente significa "pequeños capelos" o el "pequeño cabo") es un volcán monogenético ubicado en la costa occidental de la isla de Fayal en las Azores. Forma parte del más amplio complejo volcánico de Capelo que incluye veinte conos de ecoria y campos de lava que están alineados en dirección oeste-noroeste a este-sureste desde la caldera de Cabeço Gordo. Aunque el nombre "Capelinhos" se relaciona con el volcán, técnicamente se refiere al cabo occidental de la parroquia de Capelo.
Una erupción volcánica que duró trece meses, desde el 27 de septiembre de 1957 hasta el 24 de octubre de 1958, que pudo haber sido dos erupciones volcánicas superpuestas. Mientras agrandó la tierra en 2,4 km², abarcó 300 acontecimientos sísmicos, lanzaron ceniza a 1 kilómetro, destruyendo 300 casas en las parroquias de Capelo y Praia do Norte y causaron la evacuación de dos mil personas, que emigraron a los Estados Unidos y Canadá). El 25 de octubre, el volcán quedó dormido. Aunque no está considerado potencialmente activo, aún es una parte de un complejo volcánico fisural activo.

## Galería de imágenes

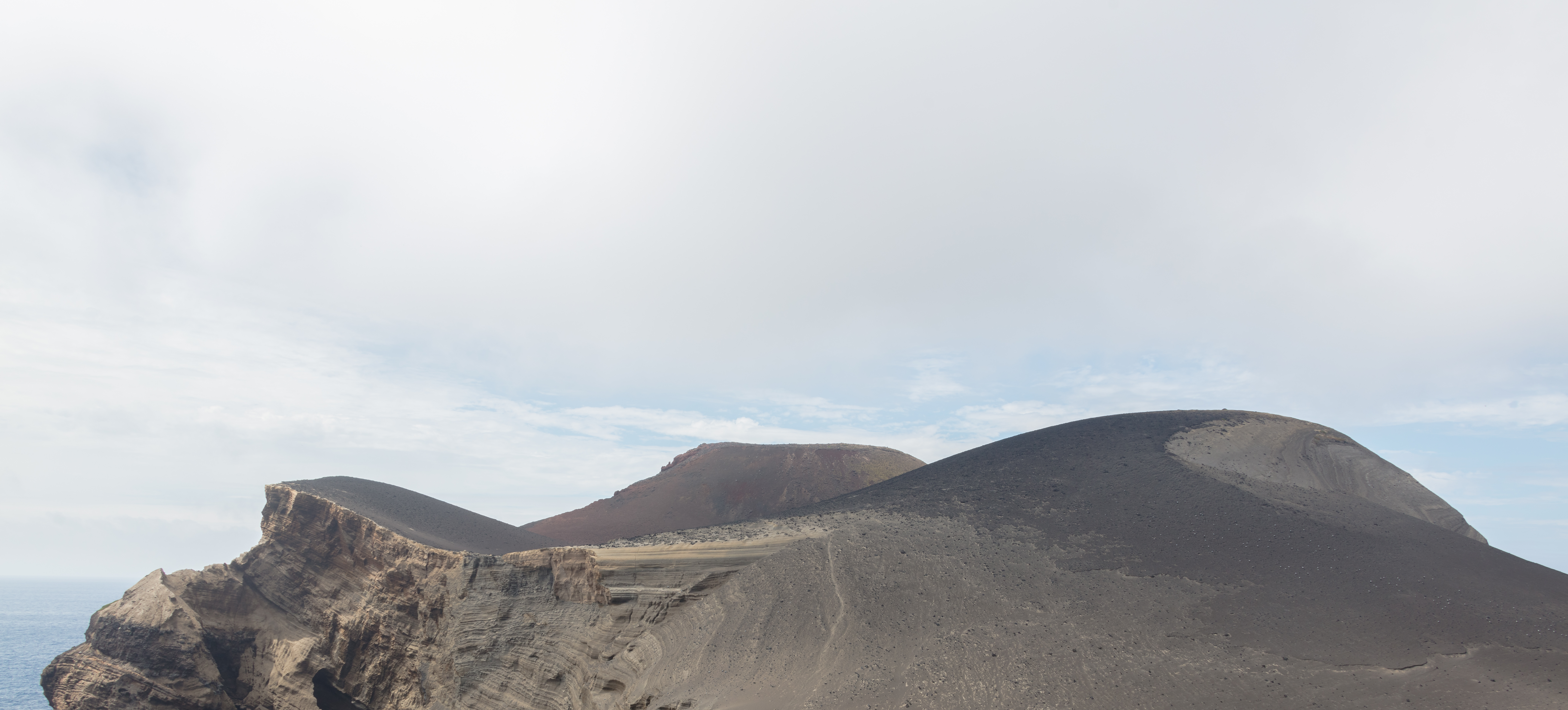
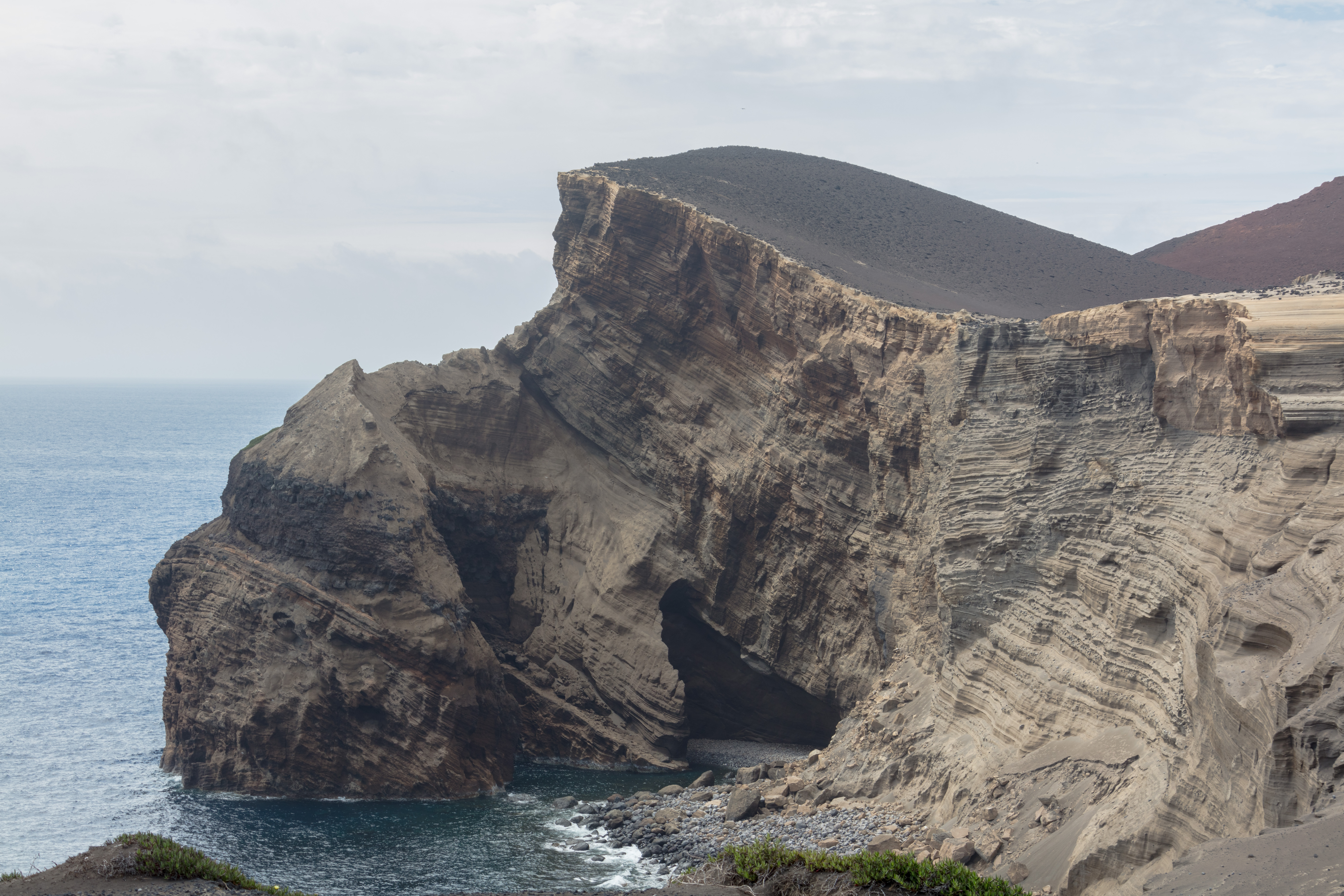
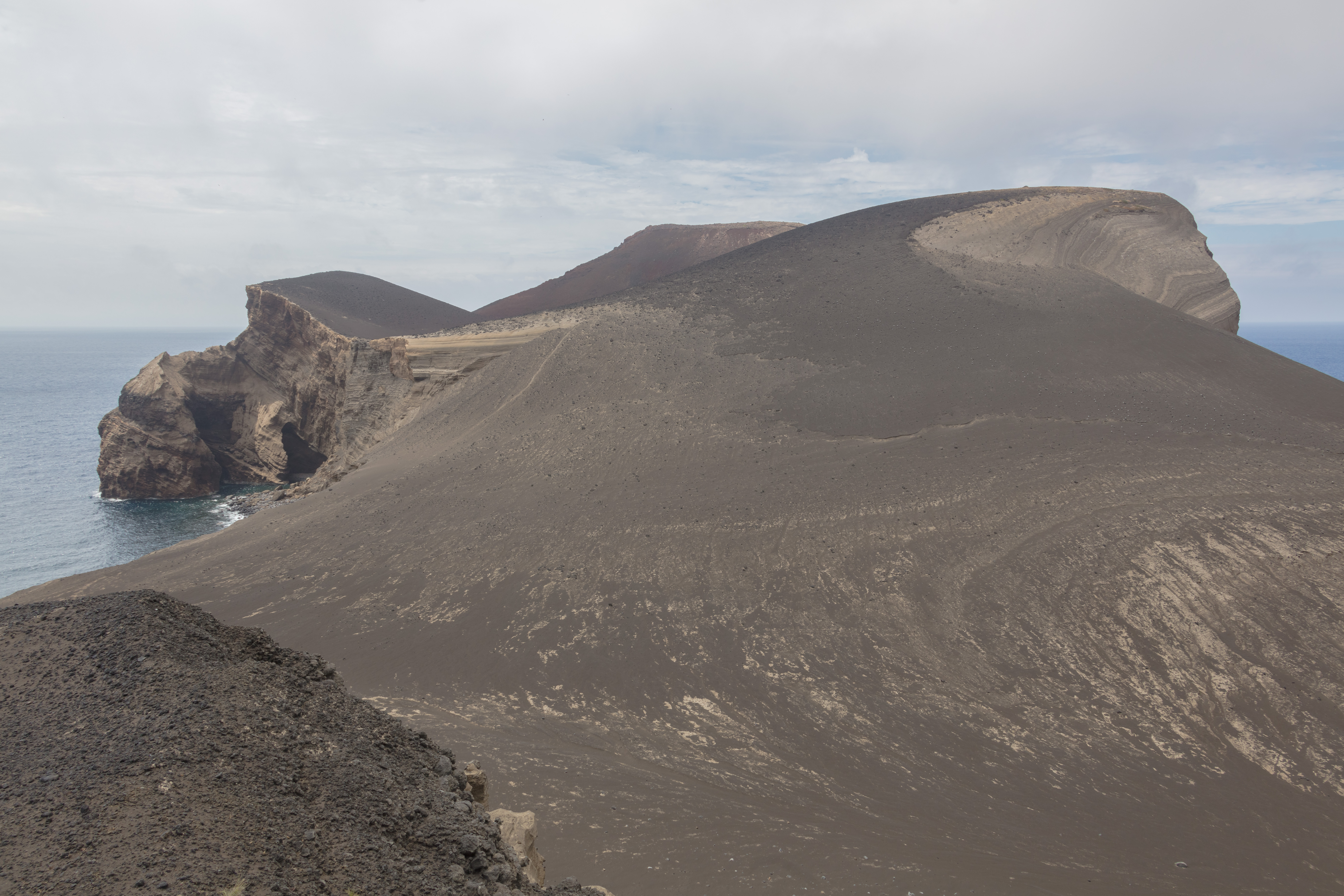
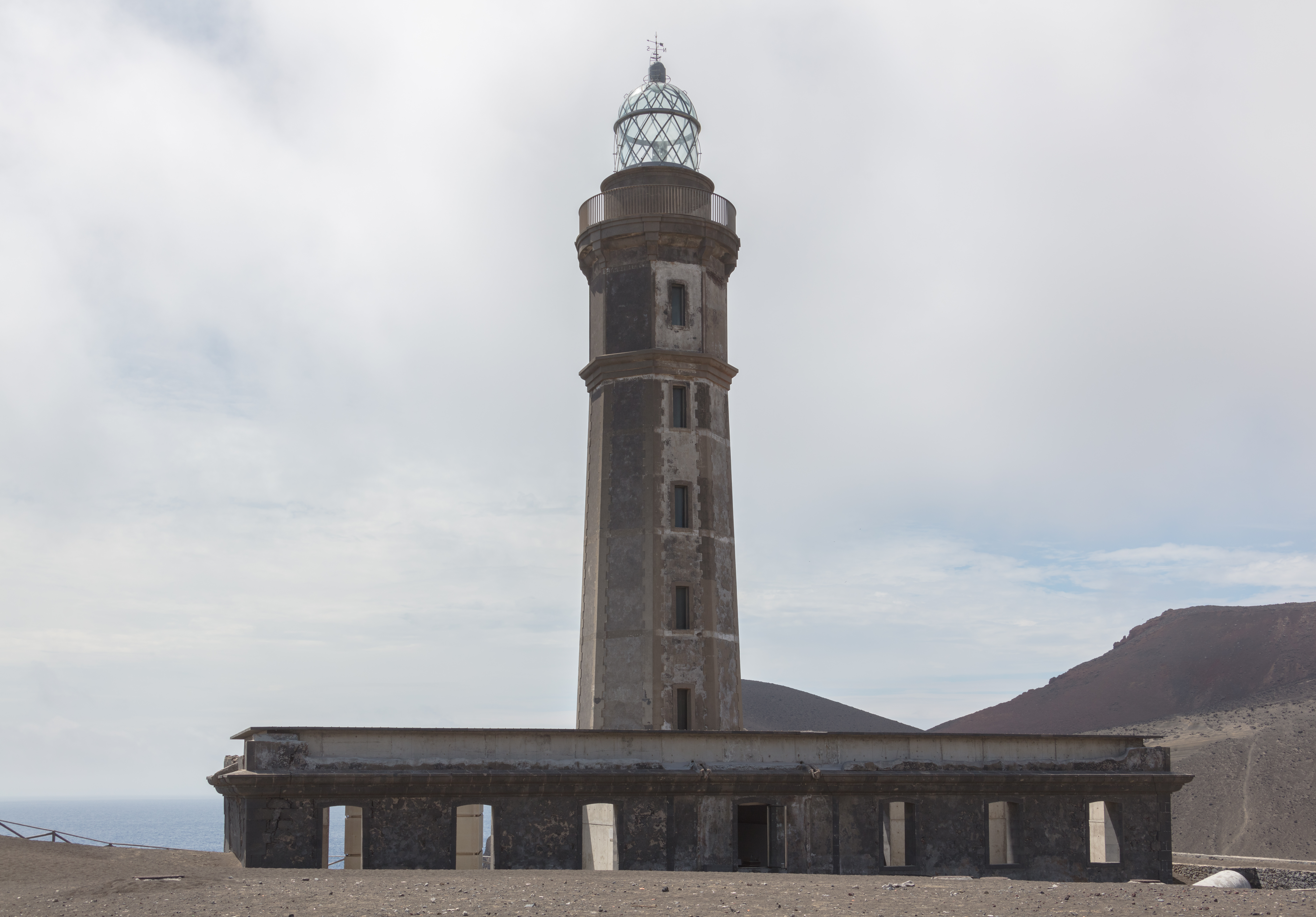